# Торезина
Торезѝна (на италиански: Torresina; на пиемонтски: Torzela, Торъдзела) е село и община в Северна Италия, провинция Кунео, регион Пиемонт. Разположено е на 704 m надморска височина. Населението на общината е 62 души (към 2010 г.).